# Danmarks statsministers nytårstale
Danmarks statsministers nytårstale bliver holdt af Danmarks statsminister hvert år nytårsdag den 1. januar. Den første nytårstale blev afholdt i 1940 af Thorvald Stauning, men det var Knud Kristensen, der fra 1946 gjorde det til en fast tilbagevendende begivenhed.
Efter 1946 har statsministeren afholdt nytårstaler med undtagelse af årene 1947, 1960, 1968, 1972, 1975 og 1984. I 1968, 1975 og 1984 skyldtes den manglende afholdelse såkaldt 'politisk spærretid' forud for et folketingsvalg, mens det i 1972 skyldtes, at der blev afholdt en nytårssamtale i stedet for en nytårstale. I 1960 var Hans Hedtoft for syg til at holde nytårstalen. Det er uvist, hvorfor der ikke blev holdt nogen tale i 1947.
Sidste statsminister, der sprang over, var således den 24. statsminister, Poul Schlüter, i 1984. I stedet lod Schlüter sin nytårstale optrykke den 1. januar i Berlingske Tidende.

## Nytårstaler efter år

### 2020: Mette Frederiksen
1. januar 2020 holdt statsminister Mette Frederiksen nytårstale. Det mest omdiskuterede i talen var, at Mette Frederiksen lagde op til, at der skal tvangsfjernes flere børn.

### 2021: Mette Frederiksen
1. januar 2021 holdt statminister Mette Frederiksen nytårstale med fokus på den igangværende coronoa-pandemi. I talen varslede hun en hård vinter, og at det først ville begynde at gå fremad med pandemien i april. 